# Richemont (Moselle)
Pour les articles homonymes, voir Richemont.
Richemont est une commune française située dans le département de la Moselle, en région Grand Est.
Les habitants sont appelés les Richemontois.

## Géographie

### Localisation
Richemont se situe au confluent de l'Orne et de la Moselle.
La commune est située en plein sur l'axe mosellan Metz-Thionville et également sur l'axe transfrontalier Luxembourg-Metz-Nancy. Elle est ainsi idéalement desservie par l'autoroute A31 ; position stratégique d'un point de vue économique comme politique. Cette situation a fait du village une place forte durant le Moyen Âge sous le nom de Fort Ornelle et qui a consacré alors le pont de Richemont « Marche d'estault » (frontière d'état), entre le Luxembourg et le pays messin.
Une forêt de 68 ha, avec un parcours de santé et un jardin botanique, sépare Richemont et Gandrange.
| - OpenStreetMap Limite communale. |

| Fameck    | Uckange    | Guénange   |
| Gandrange | Richemont  | Bousse     |
| Amnéville | Mondelange | Mondelange |

### Hydrographie

#### Réseau hydrographique
La commune est située dans le bassin versant du Rhin au sein du bassin Rhin-Meuse. Elle est drainée par la Moselle, la Moselle canalisée, l'Orne et le ruisseau du Moulin de Brouck.
La Moselle, d’une longueur totale de 560 kilomètres, dont 315 kilomètres en France, prend sa source dans le massif des Vosges au col de Bussang et se jette dans le Rhin à Coblence en Allemagne.
La Moselle canalisée, d'une longueur totale de 135,2 km, prend sa source dans la commune de Pont-Saint-Vincent et se jette  dans la Moselle à Kœnigsmacker, après avoir traversé 61 communes.

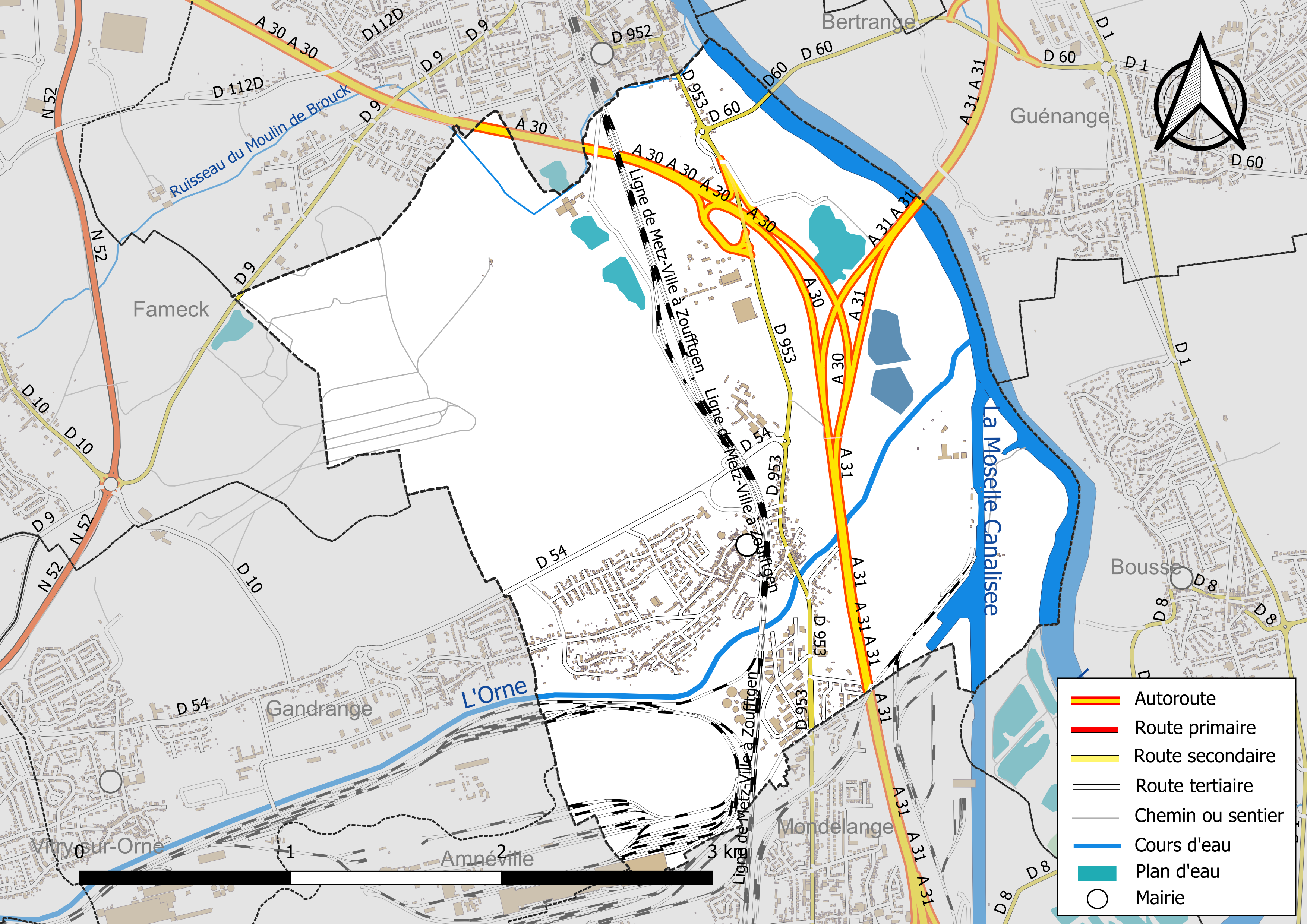
Réseaux hydrographique et routier de Richemont.

L'Orne, d'une longueur totale de 85,7 km, prend sa source dans la commune de Ornes et se jette  dans la Moselle sur la commune, après avoir traversé 37 communes.

#### Gestion et qualité des eaux
Le territoire communal est couvert par le schéma d'aménagement et de gestion des eaux (SAGE) « Bassin ferrifère ». Ce document de planification, dont le territoire correspond aux anciennes galeries des mines de fer, des aquifères et des bassins versants associés, d'une superficie de 2 418 km2, a été approuvé le 27 mars 2015. La structure porteuse de l'élaboration et de la mise en œuvre est la région Grand Est. Il définit sur son territoire les objectifs généraux d’utilisation, de mise en valeur et de protection quantitative et qualitative des ressources en eau superficielle et souterraine, en respect des objectifs de qualité définis dans le SDAGE  du Bassin Rhin-Meuse.
La qualité des eaux des principaux cours d’eau de la commune, notamment de la Moselle, de la Moselle canalisée et de l'Orne, peut être consultée sur un site dédié géré par les agences de l’eau et l’Agence française pour la biodiversité. Ainsi en 2020, dernière année d'évaluation disponible en 2022, l'état écologique de l'Orne était jugé moyen (jaune).

### Climat
Pour des articles plus généraux, voir Climat du Grand Est et Climat de la Moselle.
En 2010, le climat de la commune est de type climat des marges montargnardes, selon une étude du Centre national de la recherche scientifique s'appuyant sur une série de données couvrant la période 1971-2000. En 2020, Météo-France publie une typologie des climats de la France métropolitaine dans laquelle la commune est exposée à un climat semi-continental et est dans la région climatique  Lorraine, plateau de Langres, Morvan, caractérisée par un hiver rude (1,5 °C), des vents modérés et des brouillards fréquents en automne et hiver.
Pour la période 1971-2000, la température annuelle moyenne est de 9,6 °C, avec une amplitude thermique annuelle de 16,7 °C. Le cumul annuel moyen de précipitations est de 744 mm, avec 12 jours de précipitations en janvier et 9,4 jours en juillet. Pour la période 1991-2020, la température moyenne annuelle observée sur la station météorologique de Météo-France la plus proche, « Malancourt », sur la commune d'Amnéville à 3 km à vol d'oiseau, est de 10,2 °C et le cumul annuel moyen de précipitations est de 884,1 mm. 
La température maximale relevée sur cette station est de 39,3 °C, atteinte le 25 juillet 2019 ; la température minimale est de −17,9 °C, atteinte le 5 janvier 1985,,.
| Mois                                  | jan.             | fév.             | mars           | avril           | mai             | juin            | jui.           | août           | sep.           | oct.            | nov.             | déc.             | année      |
| ------------------------------------- | ---------------- | ---------------- | -------------- | --------------- | --------------- | --------------- | -------------- | -------------- | -------------- | --------------- | ---------------- | ---------------- | ---------- |
| Température minimale moyenne (°C)     | −0,4             | −0,3             | 2,2            | 4,9             | 8,5             | 11,5            | 13,6           | 13,4           | 10,2           | 7,1             | 3,2              | 0,6              | 6,2        |
| Température moyenne (°C)              | 1,8              | 2,7              | 6,3            | 10              | 13,7            | 16,9            | 18,9           | 18,7           | 14,8           | 10,4            | 5,7              | 2,6              | 10,2       |
| Température maximale moyenne (°C)     | 4,1              | 5,8              | 10,4           | 15              | 18,8            | 22,2            | 24,3           | 24             | 19,4           | 13,8            | 8,1              | 4,6              | 14,2       |
| Record de froid (°C) date du record   | −17,9 05.01.1985 | −15,6 07.02.1991 | −14,6 01.03.05 | −6,1 12.04.1986 | −1,4 06.05.1979 | −0,1 05.06.1991 | 2,9 22.07.1980 | 2,9 24.08.1980 | 1,3 07.09.1985 | −3,4 24.10.03   | −10,8 23.11.1998 | −15,5 03.12.1973 | −17,9 1985 |
| Record de chaleur (°C) date du record | 15,2 05.01.1999  | 20,9 27.02.19    | 25,6 31.03.21  | 27,9 21.04.18   | 32,4 28.05.17   | 35,4 26.06.19   | 39,3 25.07.19  | 38,2 08.08.03  | 33,1 15.09.20  | 26,2 10.10.1979 | 21,1 02.11.20    | 15,6 17.12.15    | 39,3 2019  |
| Précipitations (mm)                   | 85,9             | 70,2             | 67,5           | 52,6            | 67,9            | 68,4            | 70,7           | 69,5           | 69,6           | 79,7            | 81,7             | 100,4            | 884,1      |

| Diagramme climatique                                  |             |             |           |             |              |              |            |              |             |            |             |
| J                                                     | F           | M           | A         | M           | J            | J            | A          | S            | O           | N          | D           |
| 4,1−0,485,9                                           | 5,8−0,370,2 | 10,42,267,5 | 154,952,6 | 18,88,567,9 | 22,211,568,4 | 24,313,670,7 | 2413,469,5 | 19,410,269,6 | 13,87,179,7 | 8,13,281,7 | 4,60,6100,4 |
| Moyennes : • Temp. maxi et mini °C • Précipitation mm |             |             |           |             |              |              |            |              |             |            |             |

Les paramètres climatiques de la commune ont été estimés pour le milieu du siècle (2041-2070) selon différents scénarios d'émission de gaz à effet de serre à partir des nouvelles projections climatiques de référence DRIAS-2020. Ils sont consultables sur un site dédié publié par Météo-France en novembre 2022.

## Urbanisme

### Typologie
Au 1er janvier 2024, Richemont est catégorisée ceinture urbaine, selon la nouvelle grille communale de densité à sept niveaux définie par l'Insee en 2022.
Elle appartient à l'unité urbaine de Metz, une agglomération intra-départementale regroupant 42  communes, dont elle est une commune de la banlieue,,. Par ailleurs la commune fait partie de l'aire d'attraction de Luxembourg (partie française), dont elle est une commune de la couronne,. Cette aire, qui regroupe 115 communes, est catégorisée dans les aires de 700 000 habitants ou plus (hors Paris),.

### Occupation des sols
L'occupation des sols de la commune, telle qu'elle ressort de la base de données européenne d’occupation biophysique des sols Corine Land Cover (CLC), est marquée par l'importance des territoires agricoles (43,4 % en 2018), en diminution par rapport à 1990 (46 %). La répartition détaillée en 2018 est la suivante : 
prairies (29,3 %), forêts (15,5 %), zones urbanisées (13,7 %), zones industrielles ou commerciales et réseaux de communication (12,6 %), zones agricoles hétérogènes (10,2 %), milieux à végétation arbustive et/ou herbacée (5,9 %), mines, décharges et chantiers (5,6 %), terres arables (3,9 %), eaux continentales (3,2 %). L'évolution de l’occupation des sols de la commune et de ses infrastructures peut être observée sur les différentes représentations cartographiques du territoire : la carte de Cassini (XVIIIe siècle), la carte d'état-major (1820-1866) et les cartes ou photos aériennes de l'IGN pour la période actuelle (1950 à aujourd'hui).

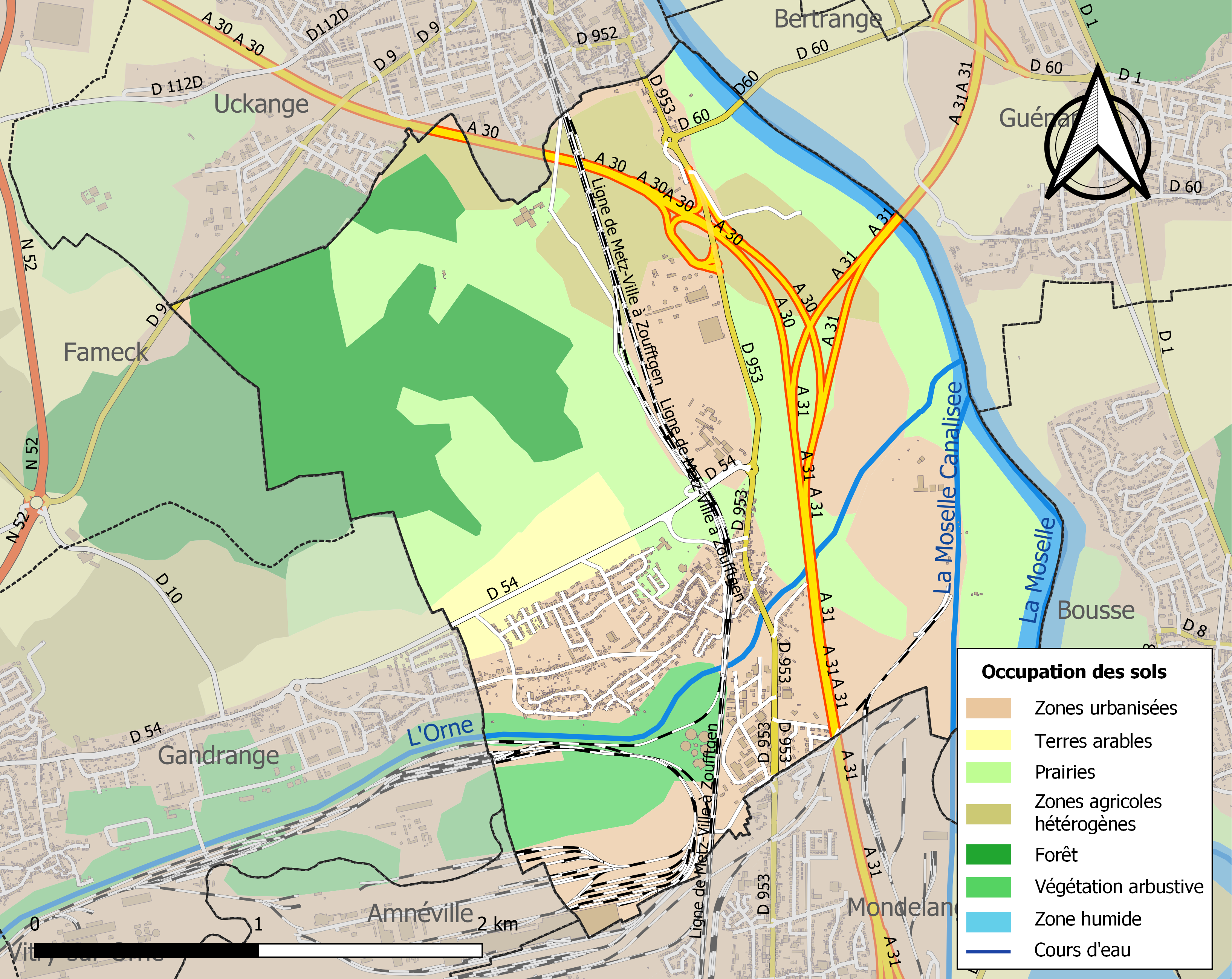
Carte des infrastructures et de l'occupation des sols de la commune en 2018 (CLC).

### Écarts et lieux-dits
- Bévange : hameau à la gauche de l'Orne, à 1 kilomètre au sud-ouest de Richemont.
- Pépinville (ferme et château).
- Le Marabout : situé au nord de la commune, à la limite d'Uckange
- Fronholz

## Toponymie
Le nom originel de Richemont parait avoir été celui de Reichardsberg qui se traduirait en français par Richard-mont. Durant le XIXe siècle, Richemont était également connu au niveau postal sous l'alias de Reispert.
- Richemont :  Richemont (1236), Richiermont (1268), Richermont (1275), Pont-a-Orne (1337), Ornette (1384), Fort Ornelle (XIVe siècle), Fort d'Ornelle (1482), Richemon (1544), Riecherspech (1572), Reichersbourg (1581-1592), Wettersberg (1682), Richemont-sur-Moselle (1756). En allemand : Reichersberg[22]. En francique lorrain : Räichersbierg[23] et Räichper.
- Bévange : Besanges (1341), Bevingen (1404)[24], Bevange (1756), Bevingen (1871-1918). Bewwéngen et Beséngen en francique lorrain.
- Pépinville : Pipinesdorf (1004), Pupperstorff (1356)[25], Puppersdorf (1558), Pupeshoff/Pupestroff ou Pépinville (1719). En allemand : Pepinsdorf[22].

## Histoire
Les archives font mention de Richemont pour la première fois en 900. Ancien domaine luxembourgeois de la seigneurie de Rodemack. Anciennement appelé « Fort Ornelle » (situation à l'entrée du Val de l'Orne).
Gilles de Rodemack fit construire un château au XIVe siècle, qui fut détruit par les Messins en 1483.
Confisqué sur le dernier des seigneurs de Rodemack, Richemont fut donné par Philippe d'Autriche, fils de Marie de Bourgogne, à Christophe de Bade, gouverneur de Luxembourg. L'ancienne seigneurie de Richemont comprenait : Richemont, Pépinville, les deux Guénange (haute et basse), la cense de Bruck et une part dans Uckange.
Depuis le traité des Pyrénées de 1659, la France se comporta comme suzerain de Richemont malgré les protestations de l'Espagne. Le pont de l'Orne servait de « marche d'estaut » en 1324 pour régler la justice entre pays messin et Luxembourg.
En 1817, Richemont, village de l'ancien Luxembourg français à gauche de l'Orne, avait pour annexes les hameaux de haute et basse Bevange, la ferme et le château de Pépinville et la ferme de Fronholtz. À cette époque, il y avait 688 habitants répartis dans 86 maisons.

### Les Templiers
Vers 1275, cette terre appartenait à l'ordre du Temple, à la suppression de cet ordre en 1311, le roi Jean de Bohême auquel, comme souverain du pays, elle doit avoir fait retour, semble en avoir disposé en faveur de la maison de Roussy à la charge de fortifier le château.

## Politique et administration
| Période                                  | Période      | Identité                 | Étiquette | Qualité                   |
| ---------------------------------------- | ------------ | ------------------------ | --------- | ------------------------- |
| Les données manquantes sont à compléter. |              |                          |           |                           |
| 13 jan. 1616                             |              | Adam Horn                |           |                           |
| 23 juin 1621                             | 27 nov. 1627 | Symon Pidoll             |           |                           |
| 1659                                     |              | Gerhard Van der Noot     |           |                           |
| 1670                                     |              | Johann Girard            |           |                           |
| Les données manquantes sont à compléter. |              |                          |           |                           |
| Maire en 1971                            | mars 1983    | Roland Perlot            | PSU       |                           |
| mars 1983                                | mai 2020     | Roger Tusch, (1935-2024) | DVD       | Retraité, maire honoraire |
| mai 2020                                 | En cours     | Jean-Luc Queuniez        |           | Technicien SNCF           |

## Population et société

### Démographie
L'évolution du nombre d'habitants est connue à travers les recensements de la population effectués dans la commune depuis 1793. Pour les communes de moins de 10 000 habitants, une enquête de recensement portant sur toute la population est réalisée tous les cinq ans, les populations de référence des années intermédiaires étant quant à elles estimées par interpolation ou extrapolation. Pour la commune, le premier recensement exhaustif entrant dans le cadre du nouveau dispositif a été réalisé en 2007.

En 2022, la commune comptait 2 145 habitants, en évolution de +6,56 % par rapport à 2016 (Moselle : +0,52 %, France hors Mayotte : +2,11 %).
| 1793 | 1800 | 1806 | 1821 | 1836 | 1841 | 1861  | 1866  | 1871 |
| ---- | ---- | ---- | ---- | ---- | ---- | ----- | ----- | ---- |
| 623  | 625  | 622  | 896  | 950  | 967  | 1 041 | 1 006 | 967  |

| 1875 | 1880 | 1885 | 1890 | 1895 | 1900  | 1905  | 1910  | 1921  |
| ---- | ---- | ---- | ---- | ---- | ----- | ----- | ----- | ----- |
| 838  | 845  | 863  | 933  | 961  | 1 255 | 1 476 | 1 720 | 2 241 |

| 1926  | 1931  | 1936  | 1946  | 1954  | 1962  | 1968  | 1975  | 1982  |
| ----- | ----- | ----- | ----- | ----- | ----- | ----- | ----- | ----- |
| 1 103 | 1 110 | 1 126 | 1 084 | 1 554 | 2 220 | 3 010 | 2 095 | 1 776 |

| 1990  | 1999  | 2006  | 2007  | 2012  | 2017  | 2022  | - | - |
| ----- | ----- | ----- | ----- | ----- | ----- | ----- | - | - |
| 1 769 | 1 879 | 1 869 | 1 867 | 1 863 | 2 075 | 2 145 | - | - |

### Vie associative
La commune compte seize associations : 
- sociale : donneurs de sang, secouristes de la Croix-Blanche anciens combattants en Algérie, la section Hagondange et environs de « Vie libre » ;
- sportives : football, judo, tennis, boxe ;
- culturelles : Vie et culture (promotion de l'histoire locale), école de musique ;
- loisirs : maison des jeunes, aviculteurs et pêcheurs de la société La carpe[1].
- mémorielle : Souvenir Français

## Culture locale et patrimoine

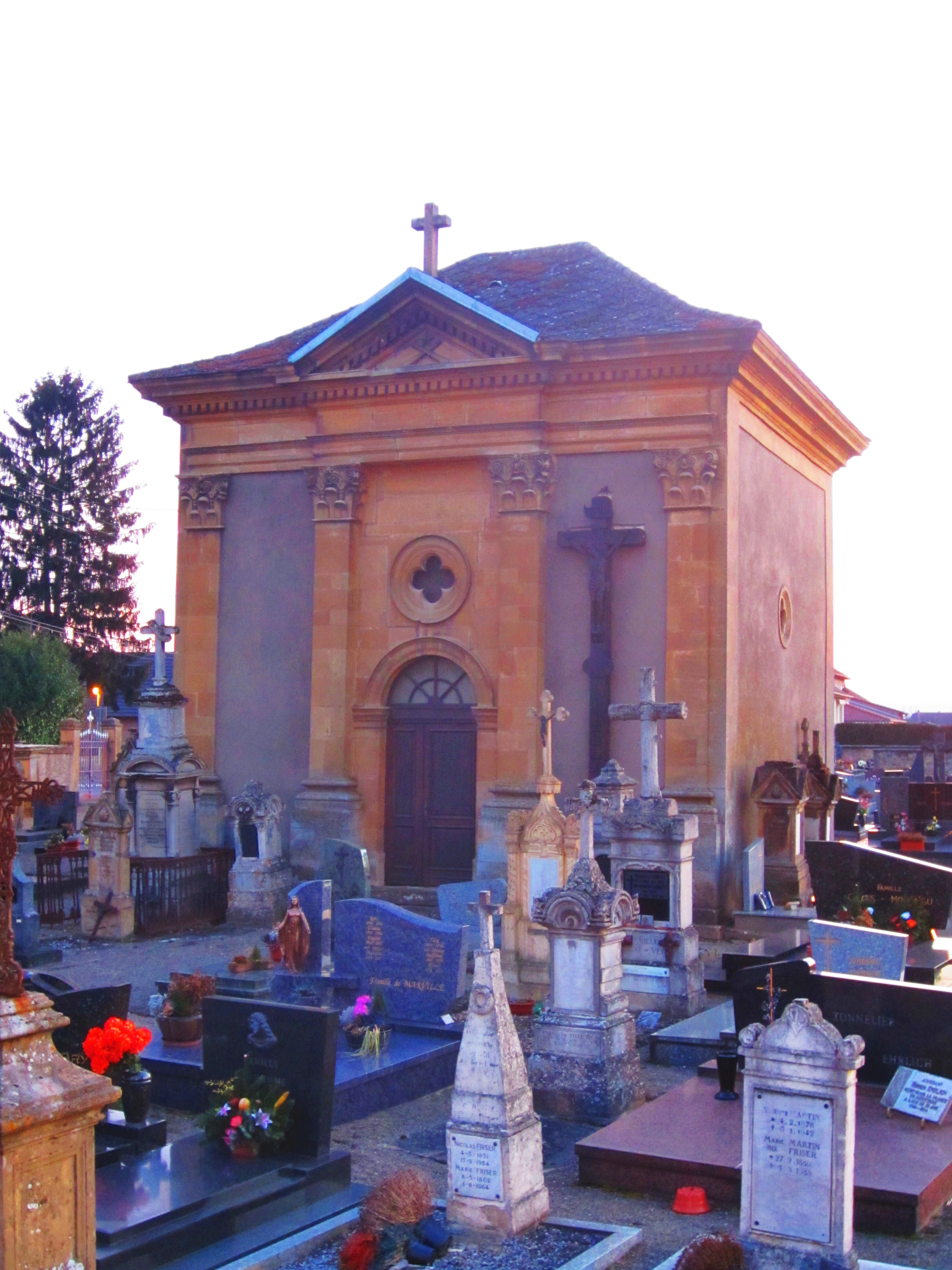
Chapelle du cimetière.

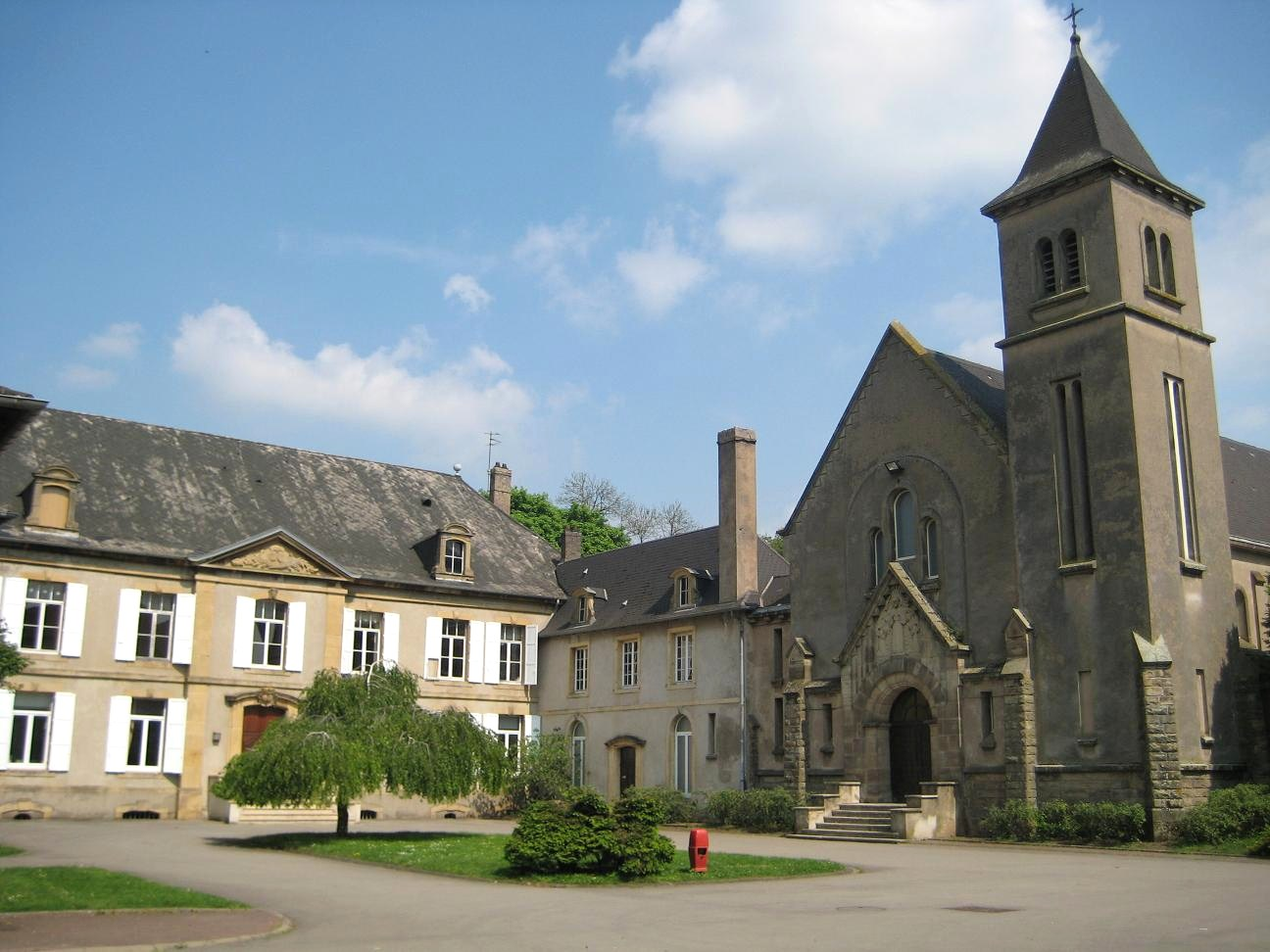
Château et chapelle de Pépinville.

### Lieux et monuments
- Tracé d'une voie romaine ; vestiges (tessons de poterie).
- château de Pépinville, qui aurait accueilli au début du Moyen Âge le père de Charlemagne, et roi des Francs Pépin le Bref. Ce château, après avoir appartenu à diverses familles nobles à travers le temps, devint au XIXe siècle un couvent, puis à partir du milieu du XXe siècle fut transformé en centre éducatif. Il accueille également chaque été le centre aéré de la commune. Tours rondes de l'ancien château, dépendances 18e ; jardins et parc.
- Château au XIVe, Gilles de Rodemack le fit construire il fut détruit par les Messins en 1483.
- Le château a malheureusement brûlé le lundi 29 juillet 2024. Cet incendie a ravagé la structure de la charpente mais la chapelle a pu être sauvée.

#### Monument aux morts
C’est lors de la séance du conseil du 26 février 1930, que l’on projeta d’ériger un monument en souvenir des soldats tombés pendant la Grande Guerre. L’inscription projetée devant figurer sur la face du socle est la suivante : « Commune de Richemont à ses enfants, 1914-1918 ». Les trois autres faces du socle sont destinées à recevoir les noms des soldats tombés en guerre. Nous avons les noms des soldats tombés lors des guerres de 1914-1918, 1939-1945, des suites de guerres et des guerres coloniales.  Le monument mesure 4,40m de haut et fut érigé par Philippe Hurtu (sculpteur à Hayange) et inauguré le 22 juin 1930. Le monument fut érigé en bordure des maisons construites sur la place de l’église. Le regard du poilu surveille la montée de la « Clouze ». Durant la Seconde Guerre mondiale, la statue fut descendue de son piédestal, emballée dans une caisse en bois et entreposée dans le local des sapeurs-pompiers. Le poilu de Richemont a une particularité : il ne fut pas fondu. Il doit son salut au fait qu’il était en fonte et non en bronze. Après la guerre, le monument fut remonté à sa place actuelle.

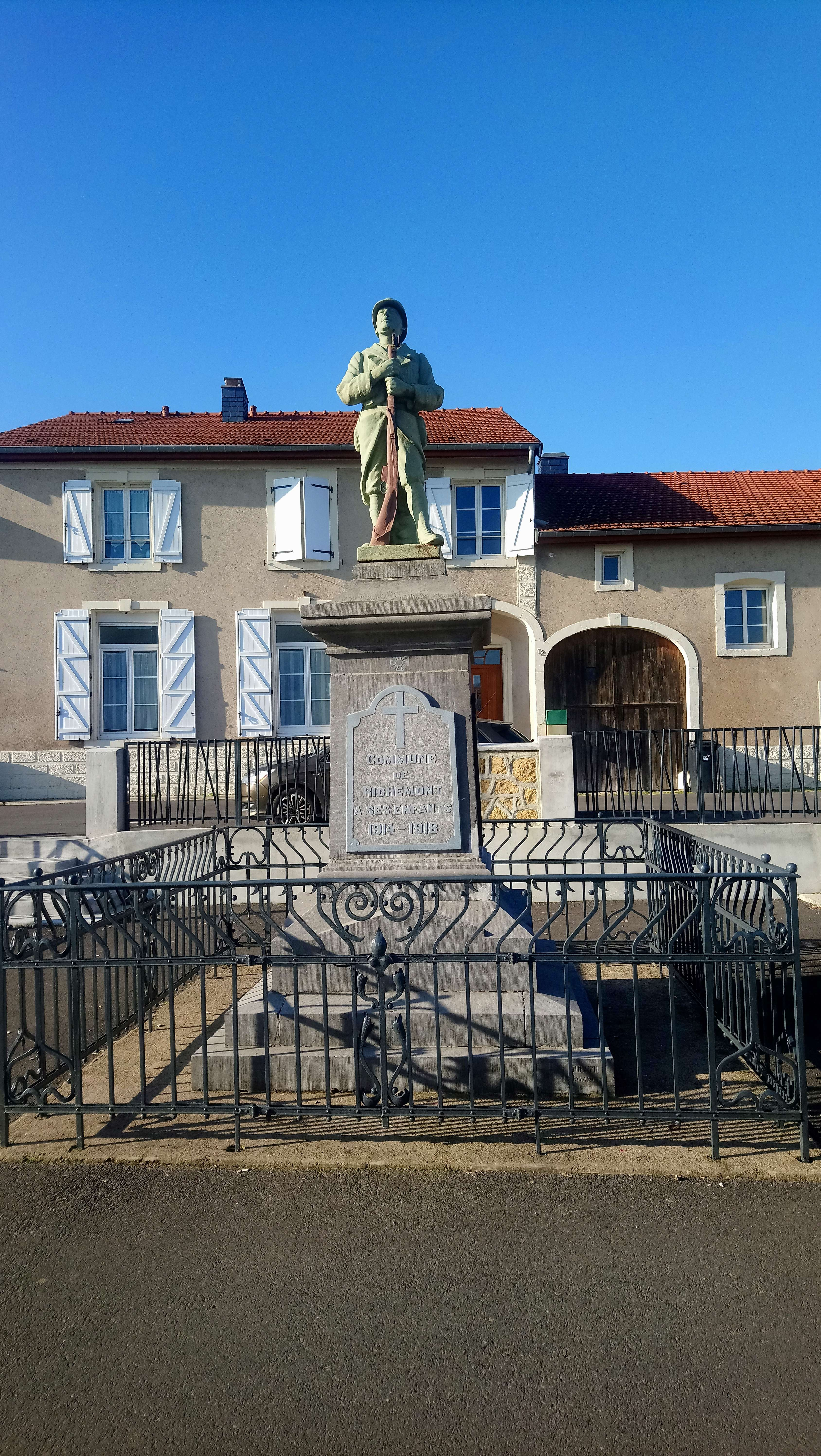
Monuments aux morts

#### Édifices religieux
- Église néo-gothique de Saint-Gorgon reconstruite en 1864 : chœur XIVe ; retable en pierre 1513, fonts baptismaux XVe.
- Chapelle du château de Pépinville, construite de 1938 à 1948 pour les sœurs du Sacré-Cœur de Jésus, de style néo-roman.
- Chapelle de cimetière.
- Statue de la Vierge située dans la Grand'Rue, construite à l'occasion du jubilé marial de 1938.

#### Édifices civils
- Installations sportives, dont un terrain vert de football, un dojo pour la pratique du judo-jujitsu, un gymnase omnisports et un gymnase réservé au tennis en plus de deux courts de plein air.
- Groupe scolaire G.-Lenotre, avec deux classes de maternelle et cinq classes de primaire[1].

#### Centrale thermique de Richemont

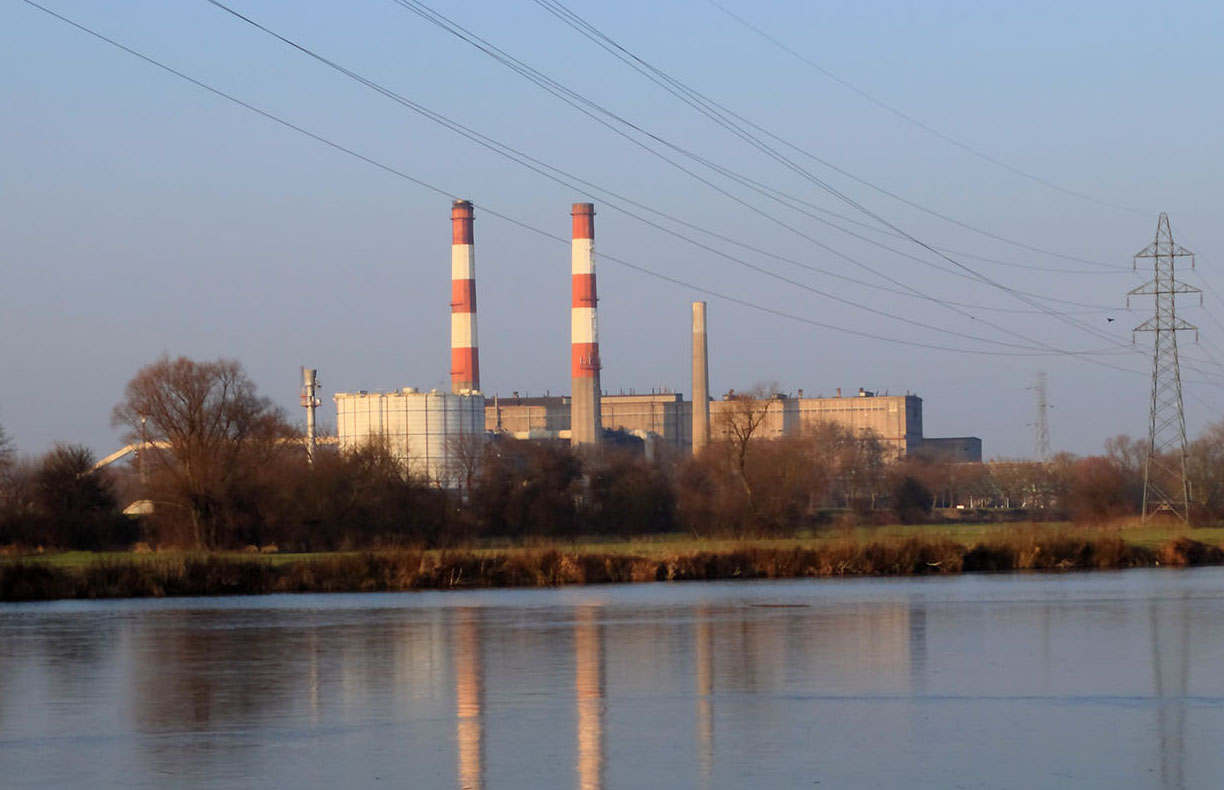
Centrale thermique de Richemont.

Richemont possédait une centrale thermique au gaz d'une puissance de 180 MW depuis 1950, située à environ 1 km à l’est du centre-ville, à la confluence de l’Orne, du canal des mines de fer de la Moselle, et de la Moselle. Fonctionnant grâce aux gaz de haut fourneau fourni par les hauts fourneaux des vallées de l’Orne, de la Fensch et de la Moselle, elle centralisait la distribution du gaz entre les différentes usines sidérurgiques et transformait le surplus en électricité.

### Personnalités liées à la commune
- Louis Léon Théodore Gosselin dit G. Lenotre, né le 7 octobre 1855 et mort le 7 février 1935, écrivain, membre de l'Académie française et officier de l'ordre de la Légion d'honneur. L'école primaire de Richemont est également appelée en son honneur « G.-Lenotre » depuis le 9 novembre 1978.
- David Harmand (1750-1859), soldat puis modèle, mort à 109 ans, est né à Richemont.

### Héraldique
| Blason de Richemont (Moselle) | Blason  | Ecartelé au 1 burelé d’argent et d’azur de dix pièces, au lion de gueules à double queue, armé, lampassé et couronné d’or ; au 2 fascé d’or et d’azur de six pièces, à trois pals alésés et fichés de gueules brochant sur le tout ; au 3 parti de sable et d’argent à la croix pattée de gueules ; au 4 d’or à la tête de maure de sable liée et perlée d’argent, soutenue par un cor de chasse d’azur enguiché et virolé de gueules. Sur le tout un pont alésé à cinq arches sommé d’une croix, le tout de gueules. |
| Blason de Richemont (Moselle) | Détails | Le statut officiel du blason reste à déterminer. |

## Pour approfondir